# Gérard-Léonard Hérard
Pour les articles homonymes, voir Hérard.
Gérard-Léonard Hérard, né à Liège en 1637, mort le 8 novembre 1675 à Paris, est un sculpteur belge.

## Biographie
Installé à Paris vers 1657, Hérard y travailla à la Monnaie sous les ordres de son compatriote Warin.
Il fit partie, avec Van Opstal, des douze membres les plus remarquables de l'Académie royale de peinture et de sculpture de Paris, auxquels fut donné le titre « d’anciens », et qui furent choisis, en 1648, pour la direction de l’école que cette Académie voulait fonder. Il avait présenté, comme morceau de réception, un buste du chancelier Séguier et un médaillon en marbre représentant saint Jacques.
D’après les Comptes des Bâtiments du Roi, sous le règne de Louis XIV, Hérard reçut pour ses travaux à Versailles : en 1671, 1,180 livres pour deux figures et bas-reliefs à la façade du château ; 2 000 livres pour les bustes de Monsieur le Prince et de Monsieur le Chancelier (Séguier) ; en 1672, 400 livres pour la figure d’un cyclope pour le grand balcon ; en 1673, 150 livres (acompte) pour les animaux du labyrinthe ; en 1675, 600 livres (acompte) pour une figure pour le parterre d’eau, sans doute Le Poème pastoral de la Grande Commande. Le 4 février 1676, sa veuve reçut 1 000 livres en parfait payement de 1 400 livres convenues avec son mari pour l’exécution d’une figure, laquelle n’est pas spécifiée.
Il n’était âgé que de 38 ans lorsqu’il mourut. Jal écrit qu’il ne logeait alors que depuis quatre ans au Louvre. Le roi lui avait donné, par brevet du 4 septembre 1701, « le logement et la boutique du dessous de la grande galerie, occupé autrefois par Girard Laurent, tapissier-hautelissier ». Selon Piganiol de la Force, il aurait fait, pour la façade qui flanque l’aile droite de Versailles, la statue de Vulcain au milieu de deux cyclopes dans le groupe des divinités du feu. Il orna la salle de l’appartement des bains d’une statue allégorique, en métal doré, du mois de novembre. Enfin, il sculpta avec Buyster, sur l’avant-corps du milieu de l’aile du même appartement, le groupe de Cérès, Bacchus et le génie de la bonne chère. Selon Florent le Comte, Il aurait sculpté pour l’église des Invalides une Assomption.

## Sources
- Edmond Marchal, La Sculpture et les chefs-d’œuvre de l’orfèvrerie belges, Bruxelles, F. Hayez, 1895, 806 p. (lire en ligne), p. 462.